# Караганов, Сергей Александрович
Сергей Александрович Карага́нов (род. 12 сентября 1952, Москва) — советский и российский политолог и экономист. Доктор исторических наук. Научный руководитель факультета мировой экономики и мировой политики НИУ ВШЭ. 
В июне 2023 года призвал нанести ядерный удар по Польше. За поддержку российского вторжения на Украину и распространение российской пропаганды находится под международными санкциями.

## Биография
Отец — Александр Васильевич Караганов (1915—2007), секретарь Союза кинематографистов СССР (1965—1986). Мать — Софья Григорьевна Караганова (урождённая Мазо, 1918—2013, первая жена поэта Евгения Долматовского).

### Образование
В 1974 году окончил экономический факультет Московского государственного университета, специальность «политическая экономия».
В 1979 году защитил диссертацию на соискание учёной степени кандидата исторических наук по теме «Транснациональные корпорации и внешняя политика США» (специальность 07.00.05 — история международных отношений и внешней политики).
В 1989 году защитил диссертацию на соискание учёной степени доктора исторических наук по теме «Роль и место Западной Европы в стратегии США в отношении СССР (1945—1988)».

### Научная деятельность
С 1974 по 1977 год стажировался в миссии СССР при ООН. С 1978 по 1988 год работал в Институте США и Канады АН СССР в должностях младшего, затем старшего научного сотрудника, заведующий сектором.
В 1978—1989 годах изучал Афганскую войну в качестве научного журналиста. Автор трёх научных работ про ввод ОКСВ (40-й армии) и подразделений КГБ СССР в ДРА.
С 1988 года работает в Институте Европы АН СССР (РАН), с 1989 — заместитель директора.
Научные интересы — внешняя и военная политика СССР/России, взаимодействие между Россией и Западом в политической, экономической областях и сфере безопасности. Мировая политика. Международная интеграция. Глобализация. США и Великобритания.
Преподавание — чтение лекций в различных российских и зарубежных университетах и исследовательских институтах. Во время весеннего семестра 1991 — почётная кафедра им. Б. А. Роллинга в Гронингенском университете. С 2002 — заведующий кафедрой мировой политики Государственного университета — Высшей школы экономики (ГУ-ВШЭ). С 2006 по 2018 год — декан факультета мировой экономики и мировой политики ГУ-ВШЭ, с 2018 года — научный руководитель этого же факультета.
Автор и редактор 17 книг и брошюр, опубликовал более 250 статей по проблемам экономики, внешней политики, контроля над вооружениями, стратегии национальной безопасности, внешней и военной политики России. Статьи и книги опубликованы в России, США, Германии, Франции, Великобритании, Нидерландах, Финляндии, Дании, Греции и других странах.
С 2002 — основатель и председатель редакционного совета журнала «Россия в глобальной политике». Член редакционного совета журнала «Полития».

### Общественная и государственная деятельность
В 1989—1991 — официальный эксперт Комитета по международным отношениям Верховного Совета СССР. С 1991 — член Совета по внешней политике МИД РФ.
С 1992 — заместитель председателя, с 1994 — председатель Президиума Совета по внешней и оборонной политике — общественной организации, объединяющей ныне более 150 видных представителей деловых кругов и средств массовой информации, крупных политиков, руководителей силовых структур.
В 1993—1999 — член Президентского совета. С 1993 — член Научно-консультативного совета при Совете Безопасности РФ. С 1996 — член Консультативного совета при Председателе Совета Федерации РФ. С 1996 — сопредседатель попечительского совета Фонда развития парламентаризма в России. Член Попечительского Совета Фонда ИНДЕМ. С 2001 — советник заместителя руководителя Администрации президента РФ по внешней политике.
В ноябре 2004 года был введён в состав Совета при Президенте РФ по содействию развитию институтов гражданского общества и правам человека.
Как комментатор участвовал в телепроекте «Намедни 1961—1991: Наша эра».
В 2024 году — модератор пленарной сессии с участием президента Путина на Петербургском международном экономическом форуме.

## Социально-политические взгляды

### Программа по десталинизации
1 февраля 2011 года на заседании Совета при Президенте Российской Федерации по развитию гражданского общества и правам человека рабочей группой во главе с Карагановым была предложена программа «десталинизации общества».
Статья Караганова «Не десталинизация, а модернизация сознания» была написана как разъяснение проекта «Об увековечении памяти жертв тоталитарного режима и о национальном примирении» (в прессе получившего название «десталинизация»).

Общество не может начать уважать себя и свою страну, пока она скрывает от себя страшный грех семидесяти лет коммунизма-сталинизма-тоталитаризма.
Отсюда и ещё одно предложение — нужен закон, согласно которому чиновники, которые публично отрицают или вообще оправдывают преступления, совершённые в годы тоталитаризма, находиться на госслужбе не могут.
Нужно восстанавливать истинную российскую идентичность, самоуважение, без которых невозможно движение вперёд.
— «Не десталинизация, а модернизация сознания»
Руководитель политического движения «Суть времени» С. Е. Кургинян раскритиковал статью Караганова, обвинив того в преступном «разжигании гражданской войны». Владимир Семёнович Овчинский квалифицировал данную статью как акт предательства Родины.
В июле 2013 года Караганов презентовал в РИА Новости проект программы «Увековечивания памяти жертв политических репрессий».

### Отношение к вторжению России на Украину
После начала полномасштабного вторжения России на Украину в 2022 году выступал в печати с поддержкой вторжения. События войны на Украине Караганов рассматривал как столкновение с Западом, отказавшимся от заключения справедливого мира с Россией и создавшим систему глобального доминирования («глобальный либеральный империализм»). Действия России Караганов считал направленными на предотвращение третьей мировой войны. Позже, в июне 2023 года на страницах журнала «Профиль» и перепечатавшего материал «Россия в глобальной политике» призвал к нанесению Россией превентивного удара ядерным оружием по целям в Центральной и Восточной Европе, что, по его мнению, может уберечь человечество от глобальной катастрофы.

## Санкции
7 января 2023 года, на фоне вторжения России на Украину, внесён в санкционные списки Украины, СНБО отмечает что «в своих выступлениях С. Караганов настаивает на необходимости „решить украинский вопрос“ путем вооруженной агрессии». 3 февраля 2023 года внесён в санкционный список Канады как причастный к распространению российской дезинформации и пропаганды.
23 июня 2023 года Караганов включён в санкционный список стран Евросоюза за поддержку действий, которые подрывают и угрожают территориальной целостности, суверенитету и независимости Украины. Евросоюз отметил, что Караганов «оправдывал вторжение России и распространял российскую пропаганду о войне, утверждая, что Запад хочет уничтожить Россию и что военные действия направлены на денацификацию Украины и освобождение Донбасса». По аналогичным причинам находится под санкциями Австралии.

## Собственность
По данным издания «Проект», Караганов совместно с супругой Екатериной Карагановой-Милославской, владеет двухэтажной квартирой площадью 84 квадратных метра в туристическом районе Венеции Кастелло. По данным издания, недвижимость сдаётся в аренду туристам.

## Награды и премии
- Орден Александра Невского (5 сентября 2022 года) — за большой вклад в реализацию внешнеполитического курса Российской Федерации и многолетнюю добросовестную работу[29]
- Орден Дружбы (24 октября 2017 года) — за большой вклад в развитие науки и образования, подготовку квалифицированных специалистов[30].
- Медаль «За вклад в развитие Евразийского экономического союза» (29 мая 2019 года, Высший совет Евразийского экономического союза)[31].
- Благодарность Президента Российской Федерации (30 апреля 2008 года) — за большой вклад в развитие институтов гражданского общества и обеспечение защиты прав и свобод человека и гражданина[32].
- Премия Правительства Российской Федерации 2016 года в области средств массовой информации (3 декабря 2016 года) — за популяризацию вопросов внешней политики на страницах журнала «Россия в глобальной политике»[33].

## Труды
- Совместно с Г. А. Трофименко. «США, транснациональные корпорации и внешняя политика». — М.: Наука, 1984. — 173 с.
- Совместно с Г. А. Трофименко и В. С. Шеиным. . — М.: Советская Россия, 1985. — 207 с.
- Ответственный редактор и соавтор. «Безопасность будущей Европы». — М.: Наука, 1993. — 239 с. — ISBN 978-5020106376.
- Совместно с R. Blackwill[англ.]. «Ограничение ущерба или кризис? Россия и внешний мир» = Damage limitation or crisis? Russia and the outside world. — Washington: Brassey's, 1994. — XV, 330 p. — (CSIA studies in international security). — ISBN 978-0028811192.
- «Россия: состояние реформ» = «Russia, the State of Reforms: Study report of the Institute of Europe». — Gütersloh: Bertelsmann Foundation Publishers, 1993. — 96 p. — (Strategien und Optionen für die Zukunft Europas). — ISBN 978-3892040835.
- Совм. с F. Iklé[англ.]. «Гармонизация эволюции оборонной политики России и США» = «Harmonizing the Evolution of U.S. and Russian Defense Policies». — Washington, DC: Center for Strategic and International Studies, 1993. — 46 p. — (CSIS Panel Report). — ISBN 978-0892062539.
- «Куда идёт Россия? Внешняя и военная политика в новую эру» = Where is Russia going? Foreign and defence policies in a new era. — Frankfurt am Main: Peace Research Institute Frankfurt[англ.], 1994. — 36 p. — (PRIF reports). — ISBN 978-3928965415.
- Совместно с В. Б. Беловым. «Whither western aid to Russia: A Russian view of western support». — Gütersloh: Bertelsmann Foundation Publishers, 1994. — 92 p. — (Strategien und Optionen für die Zukunft Europas). — ISBN 978-3892041320.
- «Экономическая роль России в Европе» (в соавторстве с О. Ламбсдорфом). — М., 1995 (также опубликована на англ.яз.).
- «Геополитические перемены в Европе, политика Запада и альтернативы для России». — М., 1995 (отв.редактор).
- «Zurück zum Imperium? Russische Außen- und Verteidigungspolitik in einer neuen Ära» (в сборнике: «Eine Welt oder Chaos»?) — Suhrkamp Verlag, Frankfurt am Main, 1996[34][35].
- «К созданию сообщества демократических государств» (в соавторстве с Г. Эллисоном, К. Кайзером), 1996.
- «Российско-американские отношения на рубеже веков. Доклады рабочих групп: СВОП и Фонда Карнеги за международный мир». — М., 2000.
- «Стратегия для России: Повестка дня для Президента-2000» (ответственный редактор). — М., 2000.
- «Стратегия для России. 10 лет СВОП» (ответственный редактор). — М., 2002.
- «Мир вокруг России: 2017. Контуры недалёкого будущего». — М.: Совет по внешней и оборонной политике, 2007. — 159 с.
- «Россия и мир. Новая эпоха. 12 лет, которые могут все изменить» / Отв. ред. и рук. авт. кол. С. А. Караганов. — М.: АСТ: Русь-Олимп, 448 стр. 2008 ISBN 978-5-17-050151-9 ISBN 978-5-9648-0186-3
- «Россия vs Европа. Противостояние или союз»? / Под редакцией С. А. Караганова и И. Ю. Юргенса Издательства: Астрель, Русь-Олимп, 384 стр. 2010 ISBN 978-5-271-25038-5 ISBN 978-5-9648-0297-6

## Статьи
- Караганов С. А. «У дверей НАТО мы должны оказаться первыми». «Известия», 24 февраля 1994 года